# 新馬扎羅韋
49°1′18″N 35°28′39″E / 49.02167°N 35.47750°E
新馬扎羅韋（烏克蘭語：Нове Мажарове）是位於烏克蘭東部的村莊，由哈爾科夫州别列斯京区的扎切皮利夫卡市鎮負責管轄。該村始建於1775年，面積0.97平方公里，海拔高度87米，2024年人口639，人口密度每平方公里894.7人。